# Kadua centranthoides
Kadua centranthoides ist eine Pflanzenart aus der Gattung Kadua in der Familie der Rötegewächse (Rubiaceae). Sie kommt endemisch auf Hawaii vor.

## Beschreibung

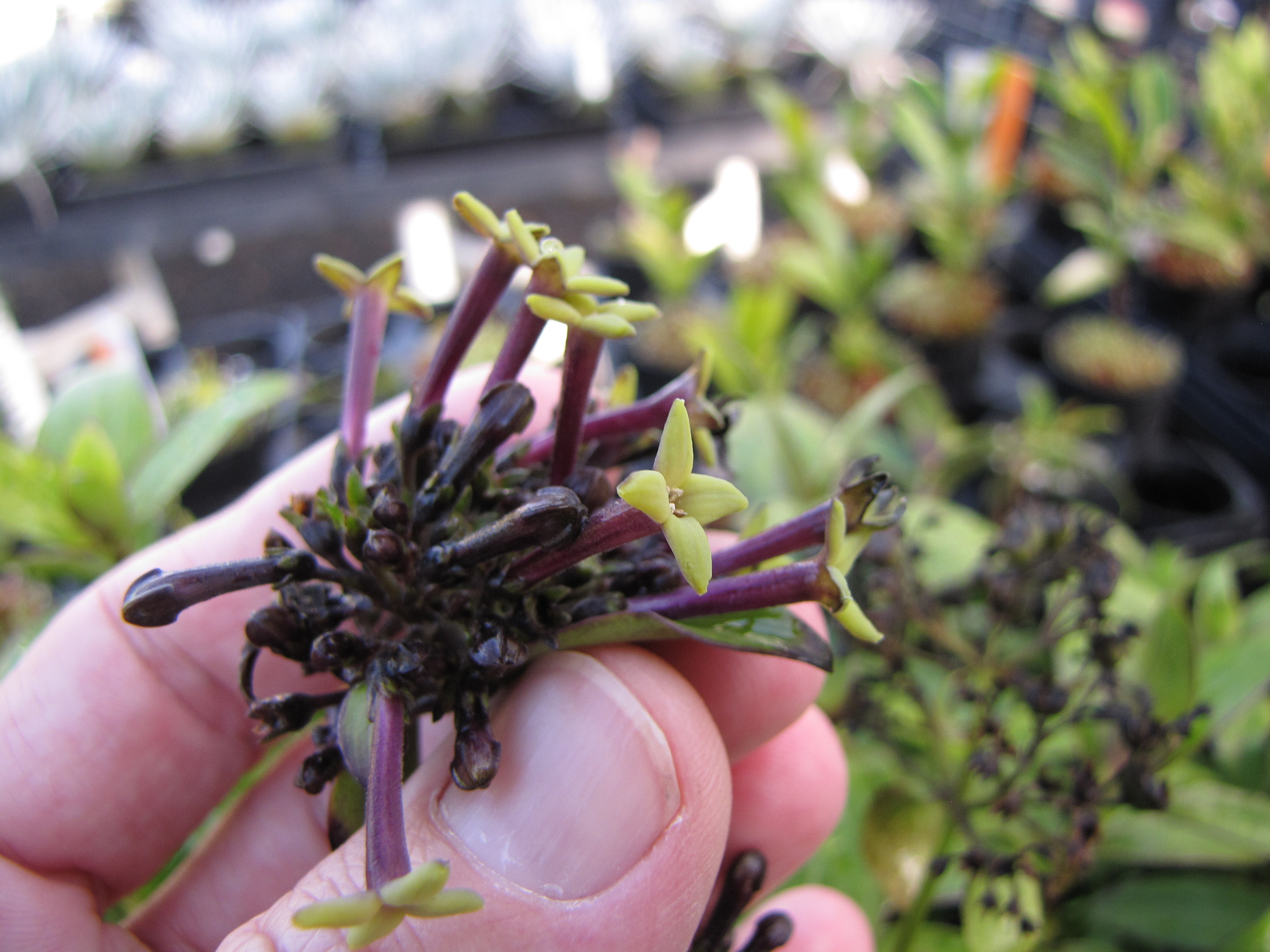
Blütenstand von Kadua centranthoides

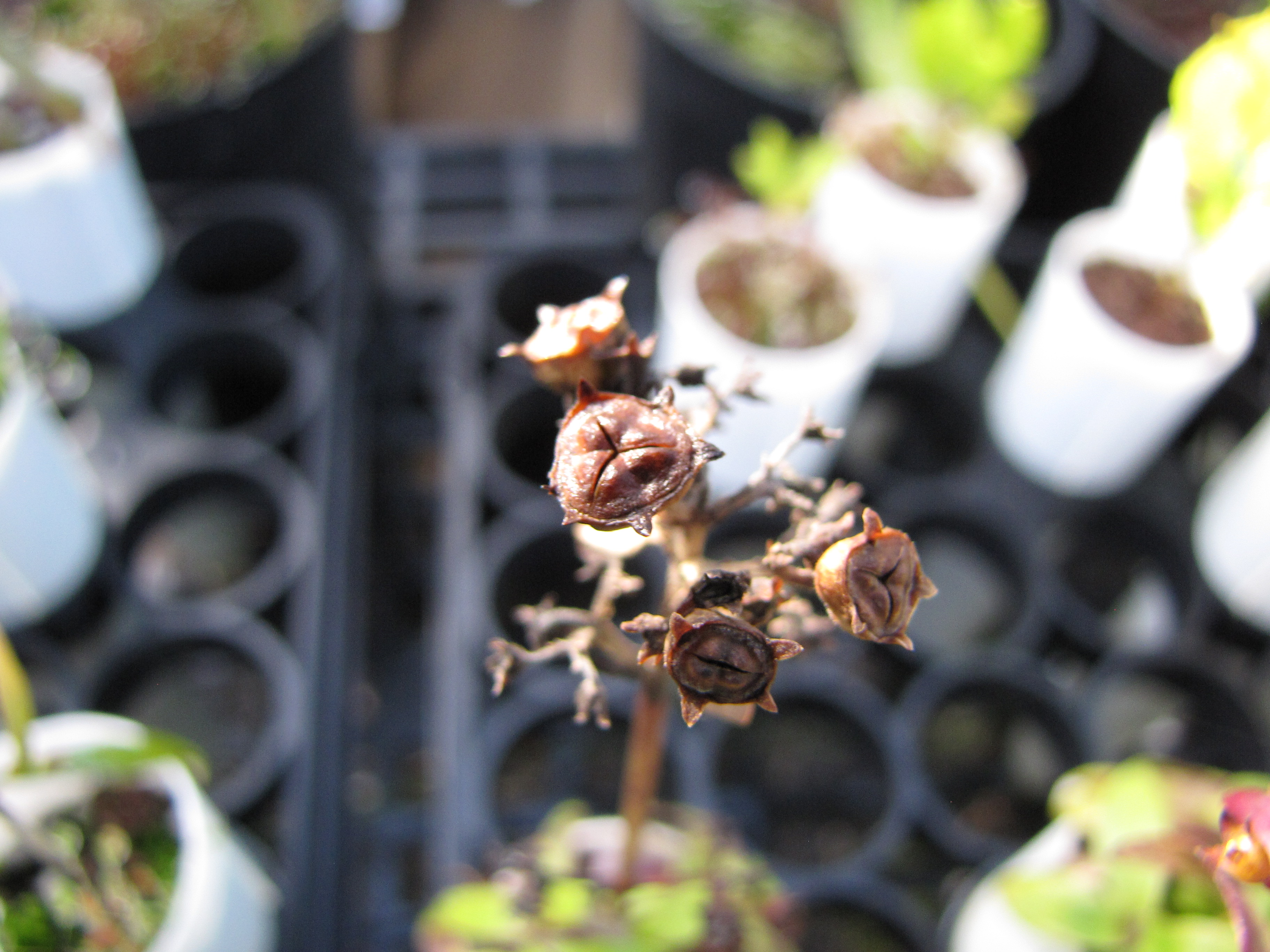
Kapselfrüchte von Kadua centranthoides

### Vegetative Merkmale
Kadua centranthoides wächst als aufrechter oder kriechender Zwergstrauch, der Wuchshöhen von 0,3 bis 2 Metern erreichen kann. Alle Triebe sind meist kahl und blaugrün gefärbt, selten sind die Blütenstände fein behaart.
Die gegenständig an den Zweigen angeordneten Laubblätter sind in einen Blattstiel und eine Blattspreite gegliedert. Der geflügelte Blattstiel ist 0 bis 1 Zentimeter lang. Die einfache, ledrige Blattspreite ist bei einer Länge von 4 bis 16,5 Zentimetern sowie einer Breite von 1 bis 5,5 Zentimetern von schmal bis breit eiförmig über herzförmig und länglich-eiförmig bis länglich-lanzettlich. Die Oberseite der Blattspreite ist kahl, während die Unterseite kahl oder fein behaart ist, wobei die Behaarung meist nur entlang des Blattmittelnerves auftritt. Die Spreitenbasis läuft mehr oder weniger herzförmig zu, die manchmal geschwänzte Spreitenspitze ist kurz oder lang zugespitzt und der Spreitenrand ist ganzrandig. Von jeder Seite des Blattmittelnerves zweigen mehrere Seitennerven ab. Die Nebenblätter ähneln den Laubblättern, sind mit der Basis des Blattstieles verwachsen und bilden dadurch eine stachelspitzige Blattscheide. Die breit dreieckige Blattscheide ist 0,4 bis 1 Zentimeter lang und hat eine 0,3 bis 3 Millimeter lange Stachelspitze.

### Generative Merkmale
Die endständigen, meist rispigen seltener lose zymösen Blütenstände sind kahl oder fein behaart. Die Blütenstände enthalten mehrere gestielte Einzelblüten. Die Blütenstiele werden 0,3 bis 0,5 Zentimeter lang.
Die vierzähligen Blüten sind radiärsymmetrisch. Der kreiselförmige bis krugartig kreiselförmige Blütenbecher wird etwa 1,5 Millimeter lang und ist kahl, seltener auch fein behaart. Die kahle oder fein behaarten Kelchblätter sind miteinander zu einer Kelchröhre verwachsen. Die Kelchlappen sind bei einer Länge von 1,3 bis 5 Millimetern schmal dreieckig bis länglich geformt und haben eine spitz zulaufende oder stumpfe Spitze. Die fleischigen, kahlen oder dicht behaarten Kronblätter sind stieltellerförmig miteinander verwachsen. Die violette Kronröhre erreicht eine Länge von 0,9 bis 2 Zentimeter und hat einen quadratischen Querschnitt. Die vier grünen bis gelblich grünen Kronlappen erreichen Längen von 0,3 bis 0,7 Zentimetern und haben an der Spitze ein unauffälliges Anhängsel. Der zweifach gelappte Griffel ist meist an der Basis behaart, seltener ist er auch ganz behaart oder kahl.
Die stark gefurchten Kapselfrüchte sind bei einer Länge von 0,3 bis 0,5 Zentimeter und einer Dicke von 0,35 bis 0,7 Zentimeter kreiselförmig bis annähernd kugelig geformt. Das Endokarp ist verholzt. Jede der Früchte enthält mehrere blassbraune Samen. Sie sind unregelmäßig keilförmig, stark zusammengepresst und weisen einen auffälligen Samenflügel auf. Die Samenschale ist runzelig.

### Chromosomenzahl
Die Chromosomenzahl beträgt 2n = ca. 100*.

## Verbreitung
Das natürliche Verbreitungsgebiet von Kadua centranthoides liegt auf einigen zu Hawaii gehörenden Inseln. Kadua centranthoides ist ein Endemit, der auf den Inseln Hawaiʻi, Kauaʻi, Lānaʻi, Maui Molokaʻi und Oʻahu vorkommt.
Kadua centranthoides gedeiht in Höhenlagen von 380 bis 1920 Metern. Die Art wächst dort auf offenen Arealen in feuchten Wäldern und an Sumpfrändern, gelegentlich auch in mäßig feuchten Wäldern.

## Taxonomie
Die Erstbeschreibung als Kadua centranthoides erfolgte 1841 durch William Jackson Hooker und George Arnott Walker Arnott in The Botany of Captain Beechey's Voyage. Das Artepitheton centranthoides verweist auf die Ähnlichkeit der Art mit Vertretern der Gattung Centranthus.